# 오타촌 (사이타마현 기타사이타마군)
오타촌(太田村)은 사이타마현 기타사이타마군에 설치되었던 촌이다. 현재의 교다시 동부에 해당한다.